# Örökvallás
Az örökvallás (latinul fassio perennalis), a feudális magyar magánjogban ingatlan tulajdonának örök időkre való ünnepélyes átruházása volt.
Az örökvallás erdélyi iratokban örökvásár név alatt is megjelenik.

## Főbb szabályai
Az átruházó valló (fatens), a szerző vallományos (fassionarius). Magánokiratban örökvallás nem történhetett, mert régi jogunk szabálya szerint: «privatarum, personarum sigilla nihil perpetuitatis sub se continere possunt», az örökvallások azért csak hiteles személyek és hiteles helyek előtt történhettek. A jegyzőkönyvbe foglalt örökvallásról a fél hiteles pecsét alatt örökvallási levelet (litterae fassionales) kapott. A jegyzőkönyvet a hiteles közeg levéltárában tartották meg. Az örökvallásnál az a kifejezés: «Nullum jus nullamve juris proprietatem retinendo» (semmi jogot és jogtulajdont meg nem tartván) a valló részéről annyira lényeges volt, hogy annak hiányában az átruházás nem volt örökvallás, hanem csak örökbeirás (inscriptio perennalis), azzal az eredménnyel, hogy ha a vallományos kihalt, vagy pedig ő vagy jogutódja hűtlenségbe esett, a jószág a vallóra, illetőleg családjára visszaesett. Fontos különbség volt a szükséges (fassio necessaria), az okszerű (fassio rationabilis) és az egyszerű örökvallás (fassio simplex) között. Az utóbbit a jogközösségben levő rokonok megtámadhatták, ha sérelmükkel járt (invalidatio fassionis ex praejudicio). Az örökvallás megtámadhatósága szempontjából továbbá fontos volt még az ún. praemonitio, és az ún. admonitio, amelyeknek értelme ez: a jogközösségben levő rokonoknak elővételi joguk volt és - a törvény által kivett eseteken kívül - követelhették azt is, hogy az eladó az eladás előtt a birtokkal őket bíróilag megkínálja; a megkínált rokon 15 nap alatt elővételi jogával élhetett. A megkínálás elmulasztása az örökvallás megtámadhatóságát vonta maga után (invalidatio fassionis ex neglecta praemonitione). Elővételi joguk volt továbbá a jogközösségben nem levő rokonoknak és a szomszédoknak. Ezek azonban nem követelhették, hogy az eladó őket megkínálja, hanem csak az a joguk volt, hogy a vételár megkínálása mellett az eladót megintsék: ha az eladó a megintés (admonitio) dacára a birtokot idegennek adta el, az örökvallást megtámadhatták (invalidatio fassionis ex non observata admonitione). Az örökvallás a királyi jogot nem érintette, vagyis a jószágnak a szent koronára háramlását az örökvallás nem akadályozta, ha tehát az adománylevél értelmében az eladó családjában magszakadás történt, a jószágot a korona a tettleges birtokostól visszavette. Ennek jogi alapja az, hogy senki több jogot nem ruházhat át másra, mint amennyivel maga bír (Nemo plus juris in alterum transferre potest, quam ipse habet). Ettől a veszélytől a vallományos csak úgy szabadulhatott meg, ha az örökvalláshoz királyi jóváhagyást eszközölt ki.